# Autoire
Autoire is een gemeente in het Franse departement Lot (regio Occitanie). De plaats maakt deel uit van het arrondissement Figeac. Autoire is lid van Les Plus Beaux Villages de France. Autoire telde op 1 januari 2022 376 inwoners.

## Geografie
De oppervlakte van Autoire bedroeg op 1 januari 2022 7,15 vierkante kilometer; de bevolkingsdichtheid was toen 52,6 inwoners per km².

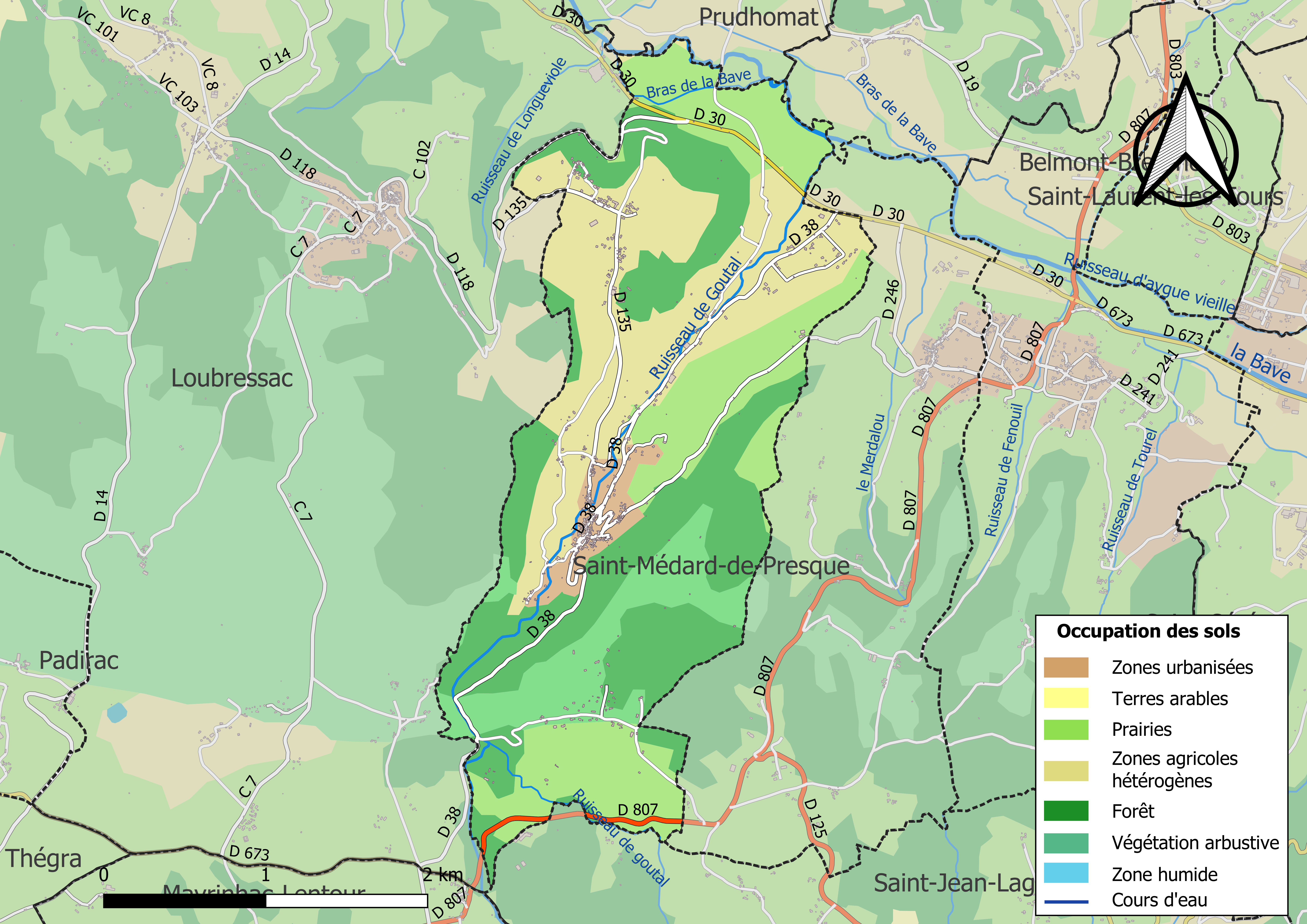
Kaart van de gemeente met de belangrijkste infrastructuur, bodemgebruik en omliggende gemeenten

## Demografie
Onderstaande figuur toont het verloop van het inwonertal (bron: INSEE-tellingen).